# Aizpute
Aizpute (németül: Hasenpoth, lengyelül: Hazenpot) város Lettország délnyugati részén.

## Fekvése
A Tebra folyó partján, Liepājától északkeletre (45 km) terül el.

## Történelem
A kurok már a 13. században várat emeltek a Tebra jobb partján. A folyó bal partján szintén a 13. században a Német Lovagrend is felépített egy erődöt a livóniai tartomány és a lovagrendi állam közötti útvonal biztosítására.
A 13. századtól a 16. századig Aizpute a Hanza-szövetség tagja, és egyben a Kurföldi püspökség székvárosa volt. Jelentőségét a 17. században vesztette el, ekkor Liepāja tengeri kikötőjének köszönhetően átvette a térség vezető szerepét.

## Látnivalók
- A Lovagrend vára a Tebra partján.
- A 13. században épült evangélikus templom, valamint a templom 19. században készült orgonája.
- Az Aizputétól 8 km-re, Kazdangában található, 1800-ban klasszicista stílusban épült Manteuffel kastély, és a kastélypark. Ez Lettország legnagyobb parkja.

## Aizpute testvérvárosai
- Karlskrona, Svédország
- Schwerzenbach, Svájc